# كينواين جونز

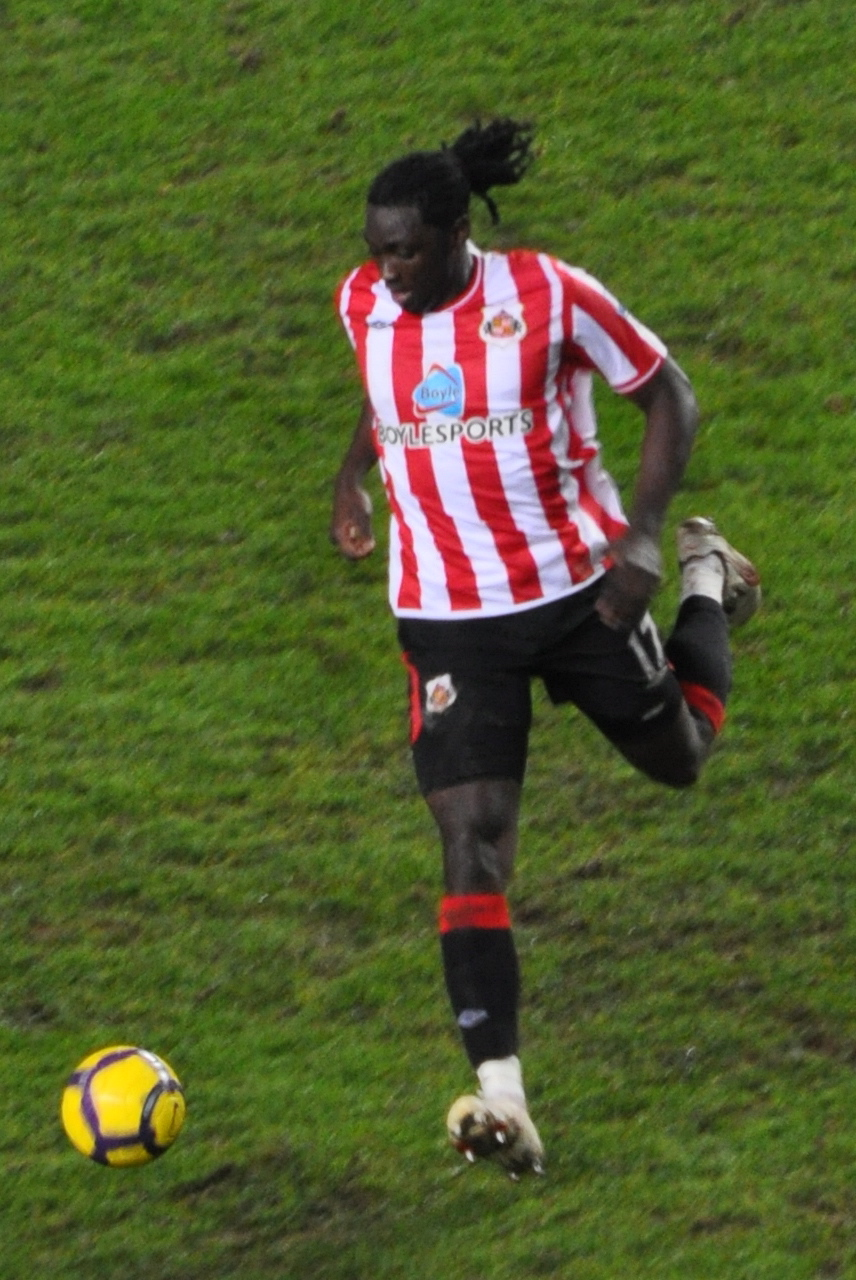
كينواين جونز

كينواين جونز (بالإنجليزية: Kenwyne Jones)‏ (مواليد 5 أكتوبر 1984 في بوينت فورتين - ترينيداد وتوباغو) لاعب كرة قدم ترينيدادي يلعب حاليا لصالح نادي الدرجة الممتازة سندرلاند الإنجليزي منذ 2007 في مركز المهاجم .

## روابط خارجية
- كينواين جونز على موقع الاتحاد الدولي (مؤرشف)  (الإنجليزية)
- كينواين جونز على موقع الدوري الأمريكي (الإنجليزية)
- كينواين جونز على موقع إي إس بي إن إف سي (الإنجليزية)
- كينواين جونز على موقع قاعدة بيانات كرة القدم.إي يو (الإنجليزية)
- كينواين جونز على موقع ناشيونال فوتبول تيمز (الإنجليزية)
- كينواين جونز على موقع Soccerbase.com (لاعب) (الإنجليزية)
- كينواين جونز على موقع Soccerway.com (الإنجليزية)
- كينواين جونز على موقع عالم كرة القدم.نت (الإنجليزية)
- كينواين جونز على موقع كووورة
- كينواين جونز على موقع AS.com (الإسبانية)